# حادث إطلاق نار كنيس باواي
في 27 أبريل / نيسان عام 2019، أقدم شخص يبلغ التاسعة عشر من عمره على إطلاق النار داخل كنيس في باواي بكاليفورنيا في آخر يوم من أيام عطلة عيد الفصح اليهودي. قتلت امرأة وأصيب ثلاثة أشخاص آخرون بجروح غير قاتلة. كانت بحوزة مطلق النار بندقية من نوع AR-Style وقت القبض عليه.

## المشتبه به
تم التعرف على جون تي إيرنست (ولد في 8 يونيو / حزيران 1999)، ذو الـ 19 عاما وطالب التمريض في سان دييغو، كاليفورنيا، على أنه المشتبه به. وقد كان مستخدم عرف عن نفسه باسم إيرنست قد نشر رسالة مفتوحة عنصرية ومعادية للسامية إلى 8chan (المكان الذي أصبح فيه مطلق النار متطرفا) واستشهد بهجومي كرايستشيرش في كرايستشيرش، نيوزيلندا وحادث إطلاق النار في كنيس بيتسبرغ في بيتسبرغ بولاية بنسلفانيا وكل من برنتون هاريسون تارنت، روبرت باورز وزعيم الحزب النازي/ألمانيا النازية أدولف هتلر واعتبرهم إلهاما له في الهجوم. حاول أيضا عمل بث حي لإطلاق النار على فيسبوك لكنه فشل. أعلن كاتب الرسالة أيضا عن مسؤوليته عن حريق متعمد في مسجد في إسكونديدو، كاليفورنيا في مارس 2019.